# 아사다촌 (오사카부)
아사다촌(일본어: 麻田村)은 일본 오사카부 데시마군·도요노군에 설치되었던 촌이다. 현재의 도요나카시 서부에 해당한다.